# Willem Frederik Reinier Suringar

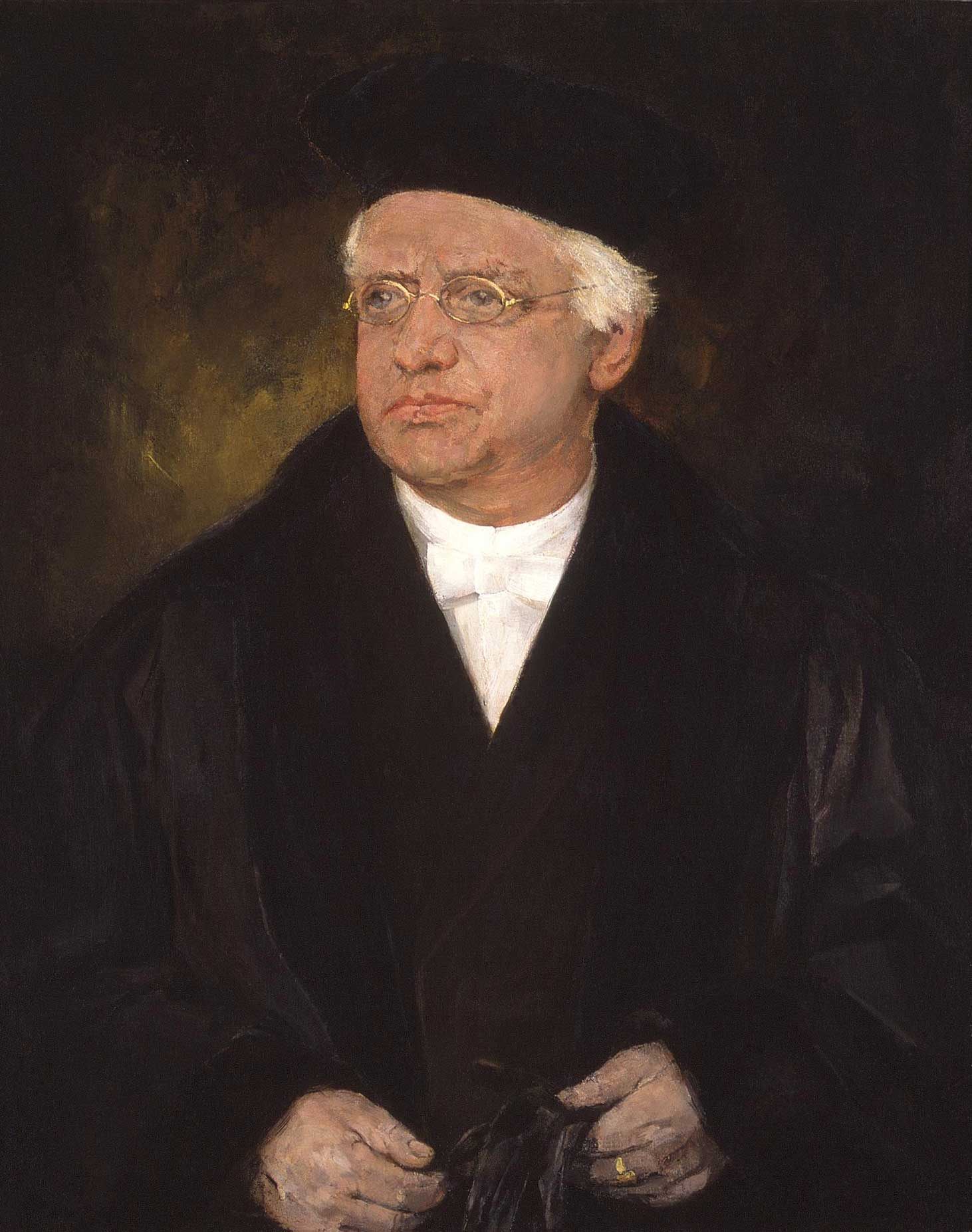
Willem Frederik Reinier Suringar

Willem Frederik Reinier Suringar (* 28. Dezember 1832 in Leeuwarden; † 12. Juli 1898 in Leiden) war ein niederländischer Botaniker.
Sein botanisches Autorenkürzel lautet „Suringar“.

## Leben und Wirken
Suringar war der älteste Sohn von Gerard Tjaard Nicolaas Suringar (1804–1884), einem Buchhändler, und dessen Frau Alida Boudina Koopmans (1810–1890), eine Tochter von Rinse Clases Coopman und Janke Cnoop. Nach dem Besuch der bürgerlichen Stadtschule in seiner Geburtsstadt Leeuwarden, frequentierte er 1844 die Kostschule in Oostbroek. 1848 kehrte er in seinen Geburtsort zurück, wo er das Gymnasium besuchte. Anschließend begann er 1850 ein Studium der Medizin an der Universität Leiden. Hier absolvierte er 1853 sein naturwissenschaftliches Examen und konzentrierte sich auf Arbeiten zur Pflanzenkunde. 1854 bis 1855 absolvierte er mikroskopische Studien bei Pieter Harting an der Universität Utrecht.
1855 beantwortete Suringar eine Preisfrage von der Universität Leiden, wofür er für seine Arbeit Bijdrage tot de Algenflora van Nederland Observationes phycologicae in Floram Batavam (Beobachtungen über Algen der niederländischen Flora) eine Goldmedaille erhielt. Am 13. März 1857 wurde er in Leiden mit der Abhandlung Observationes phycologicas in floram batavam zum Doktor der Naturwissenschaften (Philosophie) promoviert und vertrat Willem Hendrik de Vriese während seiner Abwesenheit in den Malaiischen Archipel als Direktor des Hortus Botanicus Leiden. Daraufhin wurde er am 3. Oktober 1857 per königlichen Beschluss zum außerordentlichen Professor der naturwissenschaftlichen Fakultät berufen, mit dem Lehrauftrag für Botanik. Diese Aufgabe übernahm er am 14. November 1857 mit der Antrittsrede De beteekenis der planten-geographie en de geest van haar onderzoek.
1857 wurde Suringar Konservator des Herbariums des botanischen Vereins Koninklijke Nederlandse Botanische Vereniging und Mitredakteur der Zeitschrift Nederlandsch kruidkundig archief.
Aus seiner botanischen Schule sind unter anderen Hugo de Vries, Martinus Willem Beijerinck und Melchior Treub hervorgegangen. Am 15. Mai 1862 erhielt er eine ordentliche Professur und wurde Direktor des Hortus Botanicus in Leiden. Als solcher beteiligte er sich auch an den organisatorischen Aufgaben der Hochschule und war 1867/1868 Rektor der Alma Mater. 1871 wurde er nach dem Tod von Friedrich Anton Wilhelm Miquel Direktor des niederländischen nationalen Rijksherbariums.
1884 bis 1885 absolvierte er mit mehreren anderen Wissenschaftlern eine Forschungsreise nach Paramaribo in Niederländisch-Guayana, nach Curaçao und zu den benachbarten Westindischen Inseln. Dabei untersuchte er alle Kulturen der tropischen Nutzpflanzen und beschäftigte sich eingehend mit der phylogenetischen Entwicklung der Gattungen Opuntia, Cereus und Melocactus aus der Familie der Kakteen. Besonders Arbeiten zur Gattung Melocactus wurden in seinen letzten Jahren Mittelpunkt seiner Arbeit. Suringar war erst Gegner von Charles Darwin, wurde aber später dessen glühender Anhänger. Er hatte eine Vorliebe für Abnormitäten im Pflanzenreich.
Sein Hauptwerk ist eine 1870 zuerst erschienen Taschenflora der Niederlande. Das Werk erlebte bis 1920 zehn Auflagen und diente der raschen bequemen Bestimmung von Pflanzennamen.

## Familie
Suringar hatte sich am 28. August 1862 in Arnhem mit Sara Valckenier (* 31. Mai 1838 in Amsterdam; † 27. Juni 1909 in Leiden), die Tochter von Jan Valckenier und Sara Rodenhuis verheiratet. Aus der Ehe stammen ein Sohn und vier Töchter. Sein Sohn Jan Suringar wurde ebenfalls Biologe und nannte sich später Jan Valckenier Suringar (24. Dezember 1864 in Leiden 17. Oktober 1932 in Wageningen). Die Tochter Alida Baudina Suringar (* 8. November 1863 in Leiden), verheiratete sich am 21. August 1890 in Oegstgeest mit dem Universitätsbibliothekar in Amsterdam Combertus Pieter Burger (* 10. April 1858 in Gouda; † 29. Mai 1936 in Amsterdam). Die Tochter Constance Suringar (um 1867 in Leiden † 22. Februar 1884 in Leiden) verstarb vor ihren Eltern.

## Ehrungen
Suringar war Mitglied der niederländischen botanischen Gesellschaft (Koninklijke Nederlandse Botanische Vereniging). Zudem war er Mitglied der Königlich niederländischen Akademie der Wissenschaften  in Amsterdam und der Koninklijke Hollandsche Maatschappij der Wetenschappen in Haarlem.
Man ernannte Suringar zum Ritter des Ordens vom niederländischen Löwen. 1872 erhielt er das Ehrendoktorat in Medizin an der Ludwig-Maximilians-Universität München.
Nach ihm ist die Pflanzengattung Suringaria Pierre (1886) aus der Familie der Topffruchtbaumgewächse (Lecythidaceae) benannt.

## Schriften (Auswahl)
- Observationes phycologicas in floram batavam. G. T. N. Suringar, Leeuwarden 1857 (Digitalisat) – Promotion.
- Blikken in het leven der natuur. Teil 4 von 8, G. T. N. Suringar, Leeuwarden 1857 (Digitalisat) – herausgegeben von Johannes Bosscha, R. S. Tjaden Modderman und Suringar.
- De beteekenis der planten-geographie en de geest van haar onderzoek. G. T. N. Suringar, Leeuwarden 1858 (Digitalisat) – Antrittsrede.
- De sarcine, onderzoek naar de plantaardige natuur, den lichaamsbouw en de ontwikkelingswetten van dit organisme. G. T. N. Suringar, Leeuwarden 1865 (Digitalisat).
- Musée botanique de Leide. 3 Bände, E.J. Brill, Leiden 1871–1905 (Digitalisat) – als Herausgeber.
  - Band 1: 1871–1872, 4 Teile:
    - W. F. R. Suringar: Illustration des espèces et formes du genre d’algues Gloiopeltis J.Ag. (Digitalisat).
    - W. F. R. Suringar: Illustration des algues du Japon. (Digitalisat).

  - Band 2: 1874–1875, 3 Teile:
    - W. F. R. Suringar: Illustration des algues du Japon (suite). (Digitalisat).
    - Melchior Treub: Le méristème primitif de la racine dans les monocotylédones. (Digitalisat).
    - Melchior Treub: Recherches sur les organes de la végétation du Selaginella Martensii Spring. (Digitalisat).

  - Band 3: 1897–1905, 3 Teile:
    - Illustrations du genre Melocactus. (Digitalisat) – Teil 2 und 3 von seinem Sohn Jan Valckenier Suringar.
- Verklaring van een geval van torsie bij den Stengel van Valeriana officinalis. 1873
- Synanthie bij Orobanche Galii. 1873
- Sur les procédé pour obtenir une évalutation fixe des grossissements microscopiques. In: Actes du congrés international de botanque á Florence. 1874
- Handleiding tot het bepalen van de in Nederland wildgroeiende planten. G. T. N. Suringar, Leeuwarden 1870–1873 (Digitalisat).
  - 2. Auflage, G. T. N. Suringar, Leeuwarden 1872–1873 (Digitalisat).
- Zakflora, handleiding tot het bepalen der in Nederland wildgroeijende planten. – von 1870 bis 1920, 10. Auflagen
- Stasiatische dimerie (tweetalligheid) door storing monstruositeit eener bloem van Cypripedium venustum Wall. Amsterdam 1881
- Catalogus van de levende en gedroogde planten, afbeeldingen van planten en Beschrijvingen der Flora, Uitmakende de vijde Klasse der afdeeling Nederlandsche Koloniën van de Internationale Koloniale en Uitvoerhandel Tentoonstelling (van 1 Mei –ult. October 1883 te Amsterdam). Leiden 1883
- Over de Nederlandsche soorten van het geschlacht Batrachium. 1894
- Het plantenrijk (regnum vegetabile). Phylogenetische schets. Hugo Suringar, Leeuwarden 1895 (Digitalisat).

Zeitschriftenbeiträge
- Eene monstrositeit der Matricaria chamomilla. In: Nederlandsch kruidkundig archief. Band 3, Nr. 1, Leiden 1855, S. 355–361 (Digitalisat).
- Prikkelbaarheid der Drosera-bladen. In: Nederlandsch kruidkundig archief. Band 3, Nr. 1, Leiden 1855, S. 361–372 (Digitalisat).
- Specimen divisionis systematicae Bromeliacearum, per inflorescentias. In: Nederlandsch kruidkundig archief. Band 3, Nr. 1, Leiden 1855, S. 373–378 (Digitalisat).
- Phanerogamen en vaatkryptogamen, in het oostelijk en zuidelijk deel van Drenthe waargenommen. In: Nederlandsch kruidkundig archief. Band 5, Nr. 1, Leiden 1860, S. 242–261 (Digitalisat) – mit Cornelius Marinus van der Sande Lacoste (1815–1887).
- Nieuw beschrevene en voor onze Flora nieuwe zoetwater-wieren, verzameld in Drenthe. In: Nederlandsch kruidkundig archief. Band 5, Nr. 1, Leiden 1860, S. 262–295 (Digitalisat) – mit Cornelius Marinus van der Sande Lacoste (1815–1887).
- Botanische excursie naar het eiland Schiermonnikoog, 7—9 September 1860. In: Nederlandsch kruidkundig archief. Band 5, Nr. 3, Leiden 1860, S. 248–266 (Digitalisat).
- La sarcine de l’estomac; recherches sur la nature végétale, la structure anatomique et les lois qui président au développement de cet organisme. In: Archives néerlandaises des sciences exactes et naturelles. Band 1, 1866, S. 209–270 (Digitalisat).
  - = In: Bulletin du Congrès international de botanique et d’horticulture, réuni à Amsterdam les 7, 8, 10 et 11 avril 1865. Rotterdam 1866, S. 140–146 (Digitalisat).
- Ein Wort über den Zellenbau von Sarcina. In: Botanische Zeitung. Band 24, Nr. 35–36, 1866, S. 269–272, 277–280 (Digitalisat).
- De studie der wieren. In: De Gids. Band 30, Nr. 6, 1866, S. 491–515 (Digitalisat).
- Algarum japonicarum musei botanici L.B. index praecursorius. In: Annales Musei Botanici Lugduno-Batavi. Band 3, 1867, S. 256–259 (Digitalisat).
  - = Algae japonicae Musei botanici lugduno-batavi. In: Natuurkundige verhandelingen von de Hollandsche maatschappij der wetenschappen te Haarlem. 1870 (Separatdruck).
- De geschiedenis der chlorophyllbanden bij Spirogyra lineata, eene nieuwe soort van dit algengeslacht uit Japan. In: Verslagen en mededeelingen der Koninklijke akademie van wetenschappen: Afdeeling natuurkunde. 2. Folge, Band 2, Amsterdam 1868, S. 315–320 (Digitalisat).
  - Notice sur l’histoire des falsceaux chlorophylliques de la Spirogyra lineata. In:Archives néerlandaises des sciences exactes et naturelles. Band 3, 1868, S. 116–121 ([ Digitalisat]).
- Eene nieuwe soort van Argostemma, bijdrage tot de Flora van Nederlandsch Indië. In Verslagen en mededeelingen der Koninklijke akademie van wetenschappen: Afdeeling natuurkunde. 2. Folge, Band 4, 1870, S. 1–4 (Digitalisat).
  - = Une nouvelle espèce d’Argostemma, contribution à la Plore de l’Inde Néerlandaise. In: Archives néerlandaises des sciences exactes et naturelles. Band 5, 1870, S. 116–119 (Digitalisat) – Erstbeschreibung von Argostemma coenosciadicum.
- Waarnemingen van eenige plantaardige monstruositeiten. In: Verslagen en mededeelingen der Koninklijke akademie van wetenschappen: Afdeeling natuurkunde. 2. Folge, 7. Band, 1873, S. 131–150 (Digitalisat).
- [Eene merkwaardige monstrositeit van eene Fuchsia-bloem.] In: Nederlandsch kruidkundig archief. 2. Folge, Band 1, Nr. 1, 1874, S. 109–113 (Digitalisat).
- Nederlandsch West-Indische expeditie, verslag en reisverhaal. In: Tijdschrift van het Nederlandsch Aardrijkskundig Genootschap. Verslagen en aardrijkskundige mededeelingen. 2. Folge, Band 3, Amsterdam 1886, S. 45–90, 355–394, 511–545.
  - = Botanische excursie neer Nederlandsh West-Indië: Reisverhaal. 3 Teile, Amsterdam 1886 (Teil 1, Teil 2, Teil 3).
- Melocacti novi ex insulis archipelagi Indici-Occidentalis neerlandicis Curaçao, Aruba et Bonaire. In: Verslagen en mededelingen van de Koninklijke Academie van Wetenschappen. 3. Folge, Band 2, Nr. 2, 1886, S. 183–195 (Digitalisat, Separatdruck).
- Nieuwe bijdragen tot de kennis der Melocacti van West-Indië. In: Verslagen en mededelingen van de Koninklijke Academie van Wetenschappen. 3. Folge, Band 6, 1889, S. 408–437 (Digitalisat).
- Melocacti novi ex insula Aruba, adjectis supplementum ad specierum, adjectis supplementis ad specierum jam ante descriptarum charactere. In: Verslagen en mededelingen van de Koninklijke Academie van Wetenschappen. 3. Folge, Band 6, 1889, S. 438–461 (Digitalisat).
  - Separatdruck der beiden vorigen: Nieuwe bijdragen tot de kennis der Melocacti van West-Indië: accedunt Melocacti novi ex insula Aruba, et supplementum, speciem novam e Venezuela et varietates curasavicas continens. Johannes Müller, Amsterdam 1889 (Digitalisat).
- Derde bijdrage tot de kennis der Melocacti van West-Indië. In: Verslagen en mededelingen van de Koninklijke Academie van Wetenschappen. 3. Folge, Band 9, 1892, S. 406–412 (Digitalisat, Separatdruck).
- Vierde bijdrage tot de kennis der Melocacti. In: Verhandelingen der koninklijke Nederlandsche Akademie van Wetenschappen. Tweede sectie. Band 5, Nr. 3, 1896, S. 1–46 (Digitalisat, Separatdruck).
- Vijfde bijdrage tot de kennis der Melocacti. In: Verhandelingen der koninklijke Nederlandsche Akademie van Wetenschappen. Tweede sectie. Band 6, Nr. 1, 1897, S. 178–190 (Separatdruck).